# Венкі
Венкі (рум. Venchi) — село у повіті Муреш в Румунії. Адміністративно підпорядковане місту Сігішоара.
Село розташоване на відстані 227 км на північний захід від Бухареста, 36 км на південний схід від Тиргу-Муреша, 105 км на південний схід від Клуж-Напоки, 93 км на північний захід від Брашова.

## Населення
За даними перепису населення 2002 року у селі проживали 195 осіб.
Національний склад населення села:
| Національність | Кількість осіб | Відсоток |
| -------------- | -------------- | -------- |
| румуни         | 158            | 81,0%    |
| угорці         | 20             | 10,3%    |
| цигани         | 16             | 8,2%     |

Рідною мовою назвали:
| Мова      | Кількість осіб | Відсоток |
| --------- | -------------- | -------- |
| румунська | 158            | 81,0%    |
| угорська  | 20             | 10,3%    |
| циганська | 16             | 8,2%     |